# Bécs–Schwechati nemzetközi repülőtér

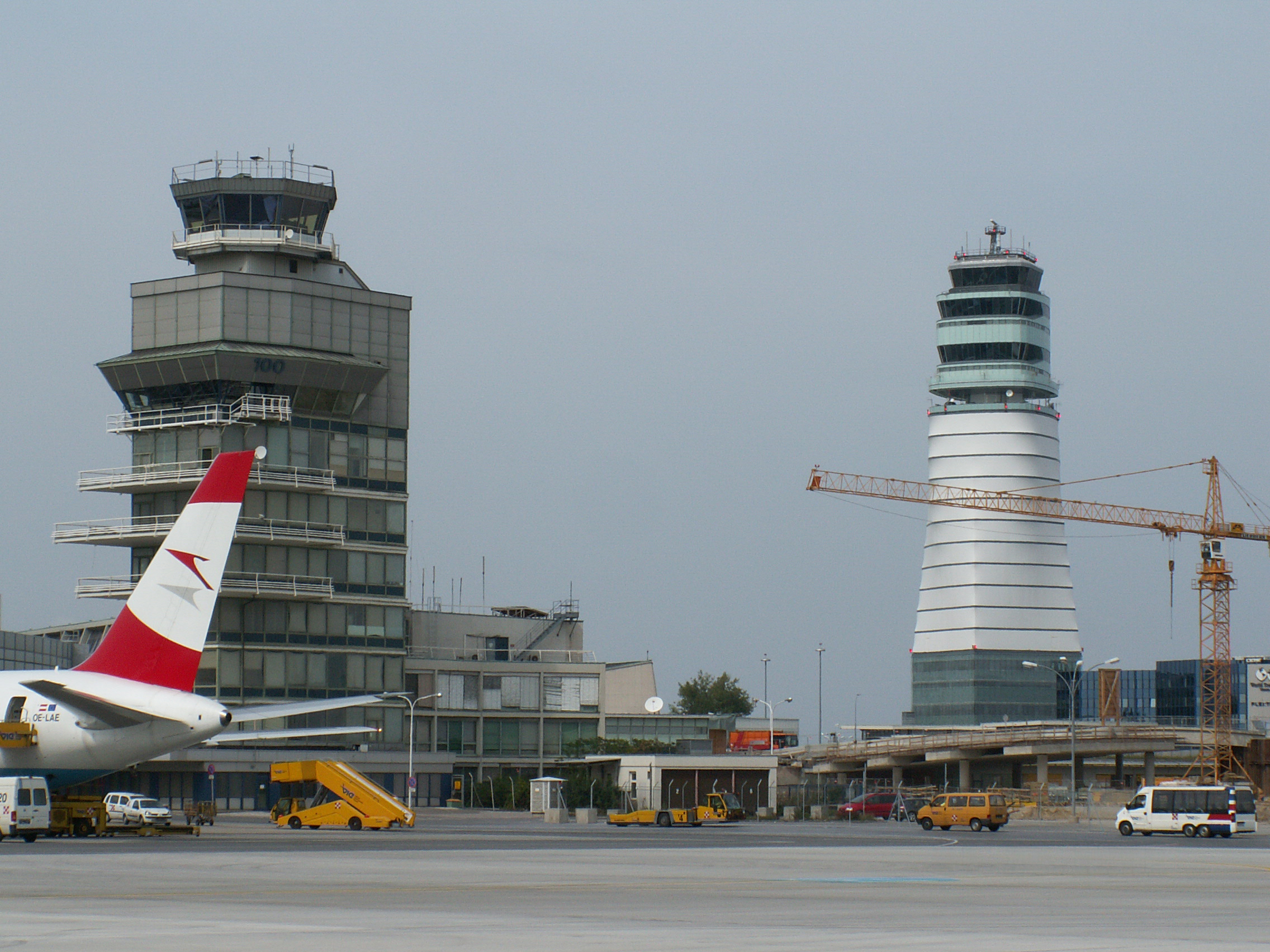
A régi és az új irányítótorony

A Bécs–Schwechati nemzetközi repülőtér (németül Flughafen Wien-Schwechat) (IATA: VIE, ICAO: LOWW) Ausztria legnagyobb és legismertebb nemzetközi repülőtere. Bázisként és átszállóhelyként szolgál az Austrian Airlines, a Ryanair és a Wizz Air számára. Elsősorban Kelet-Európa és a Közel-Kelet felé induló járatok csomópontja, és Ausztria keleti régiójának legnagyobb munkaadója. 2014-ben 70 légitársaság több mint 60 ország 180 úticéljával kötötte össze a repteret. A reptér két 45 méter széles kifutópályával (11/29: 3500 m, 16/34: 3600 m) és 84 repülőgép beálló hellyel rendelkezik. 2014-ben a repülőtér 22 483 158 utast számlált. A reptér alkalmas olyan széles törzsű gépek fogadására, mint a Boeing 747 és az Airbus A380.
A repülőtérről Észak-Amerika, Ázsia és Afrika országai is elérhetőek közvetlenül. 2024-ben a repülőtér 31,7 millió utast szolgált ki, ami 7,4%-os növekedés az előző évhez képest. A legnépszerűb nyári járatok Antalya, Barcelona és Mallorca, a legnépszerűb  hosszú távú járatok Bangkok, New York és Tajpej.
A reptér üzemeltetője a tőzsdén bejegyzett Flughafen Wien AG.

## Fekvése és megközelítése
Bécs központjától 16 km távolságra fekszik Alsó-Ausztriában Schwechat területén, Pozsonytól 49 km-re nyugatra, 183 m tengerszint feletti magasságban. Vonattal megközelíthető a Bécsi S-Bahnnal, a City Airport Trainnel. 2015 decemberétől a távolsági vonatok egy részének a végállomása is a reptér lett. A jövőben tervezik, hogy valamennyi távolsági vonat érinti majd a repteret. Autóval az A4-es autópályán közelíthető meg.

## Története
A Luftwaffe katonai bázisrepterének épült, az első kapavágást Hermann Göring, 
a német légierő parancsnoka végezte 1938. május 14-én, egy hónappal az anschluss után. Christoph Miller német mérnök építette és Luftwaffenstützpunkt Schwechat – Ost/Heidfeld néven kezdett üzemelni. Itt működött az 5-ös vadászpilóta képző, de aktív repülőegységek (vadászrajok és harci repülők) bázisaként is szolgált.
1942-ben a reptér egy részét megkapta Ernst Heinkel repülőgépgyártó üzeme és tervező irodája, itt gyártották a He 219 és He 162 típusú vadászgépeket. 1944. december 7-én a reptér egy részére telepítették a schwechati II. munkatábort, az internáltak az Henkel üzemben és a Liesing sörgyárban dolgoztak.
1945 őszén a megállapodás szerint a brit megszálló csapatok vették át, bár a reptér szovjet zónában helyezkedett el. A szovjetek vették birtokukba az asperni repteret, az amerikaiak pedig a langenlebarni repteret (Bécs egykori légikikötője, ma katonai reptér). 1946-ban szállt le a BEA első polgári gépe, egy C–47 Dakota. 1953-ban már hazai cég látta el az áru- és csomagkezelést. A Bécsi Reptérüzemeltető Társaság 1954. január 1-jén indította meg működését.
A futópályát 1954–1955-ben 2000 m-re hosszabbították. 1956. március 27-én a közlekedésügyi miniszter engedélyt adott az általános forgalmat lebonyolító reptér kialakítására és üzemeltetésére. 1959-ben a kifutópályát 3000 m-re hosszabbították meg. Az új légiáru kezelő épület, a mai 2-es terminál építése 1956-ban kezdődött, és 1960. június 17-én adták át a forgalomnak. A 40 m magas irányító torony is elkészült.
A légiforgalom várható növekedése miatt már 1962-ben megkezdődött a második kifutópálya tervezése (16/34). 1972-ben engedélyezte az építést a közlekedésügyi miniszter, 1977. október 6-án avatta fel Rudolf Kirchschläger szövetségi kancellár. 1977-ben üzembe helyezték a Polgári Repülési Központot (Civil Aviation Center), két évvel később pedig a VIP- és Business Center is megnyílt.
1988-ban adták át a keleti mólót nyolc utashíddal, akkoriban vékony híd kötötte össze a utaskezelővel. 1990-ben megnyitották a World Trade Centert, 1991-ben pedig a Vienna International Air Cargo Centert. A 2000 személygépkocsi befogadására alkalmas 3-as parkolóházat is üzembe helyezték.
1992-ben megnyílt az új 1-es terminál, majd egy évvel később a bevásárló terület a B, C és D kapuk tranzit területén. 1996-ban a nyugati mólóval, és újabb 12 utashíddal bővült a repülőtér. 2005-ben megkezdte működését a 109 méter magas irányítótorony, amely betekintést nyújt a repülőtér egész területére. A régi tornyot lebontották. 2004 óta működik az Iroda Park, három épületében több mint 69 000 m² bérelhető hely áll rendelkezésre. A VIP terminál és a hozzá tartozó előtér 2006-ban nyílt meg.
2012. június 5-én megnyílt az új Austrian Star Alliance Skylink terminál (3-as terminál), amely évente több mint 30 millió utas kiszolgálását teszi lehetővé. Az építkezés 2004-ben kezdődött, a projekt költségeinek emelkedése miatt 2009-ben félbeszakadt, de 2010-ben folytatták. Az új épület a déli mólóval és a 17 új utashíddal lehetővé teszi az évi 30 millió utas kiszolgálását, és ezzel a fejlesztéssel képes fogadni az Airbus A380 repülőgépet.

## Terminálok és kapuk

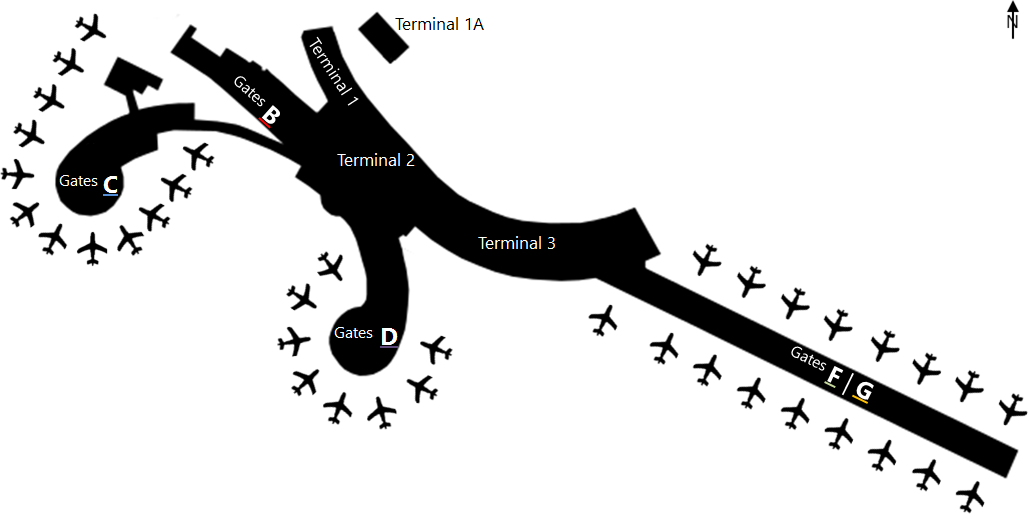
Terminálok és utaskapuk

### 1. terminál
Air Berlin és a NIKI megszűnése óta főként a Ryanair és a Wizz Air, valamint további nagyrészt nem a Star Alliance légi szövetséghez tartozó légitársaságok, mint az Air France, a British Airways, a KLM, a Pegasus Airlines, az AirBaltic kezelik itt utasaikat.

### 1A. terminál
Az 1-es terminállal szemben helyezkedik el. 2005 augusztusában építették a növekvő utasforgalom kiszolgálására átmeneti jelleggel. A 22 check-in pultnál nagyrészt a Charter és Diszkont légitársaságok járatait szolgálták ki, de 2020-ban a Covid-19 pandémia alatt bezárásra került és azóta sem nyitott újra.

### 2. terminál
Az 1960-ban átadott terminál volt a reptér egyedüli utasfogadó épülete az 1-es terminál megépítése előtt. Kezdetben itt kezelték az érkező és induló utasokat, később már csak az indulókat. Utaskezelést ma már nem végeznek ezen a terminálon. 2012-ben a British Airways és az Aeroflot is elhagyták végleg, és más terminálon kaptak helyet. 2013-ban minden tevékenység megszűnt, ma csupán átjáróként szolgált a B, C és D utaskapukhoz és itt működik az újonnan létesített keleti beszállókártya ellenőrző. Egy újabb felújítást és átalakítást követően 2022-ben nyílt meg újra az utazó közönség előtt, immáron egy a 3-as terminálhoz hasonló, a C- és D-kapukat kiszolgáló központi utasbiztonsági ellenőrzőpontként. 

### 3. terminál
2012. június 5-én nyílt meg az eredetileg Skylink projektnéven felépített terminál. Az Austrian Airlines és a Lufthansa valamint az Emirates, a Qatar Airways, az EVA Air és egyéb nagyrészt Star Alliance tagtársaságok használják.
A B, C és D utaskapuk az 1-es és 2-es terminálokhoz kapcsolódnak, a közös tranzit területhez a 2-es terminálon keresztül lehet eljutni. A D utaskapu a keleti mólón található. Az északi mólón az F és G kapuk a 3-as terminálon keresztül érhetők el.

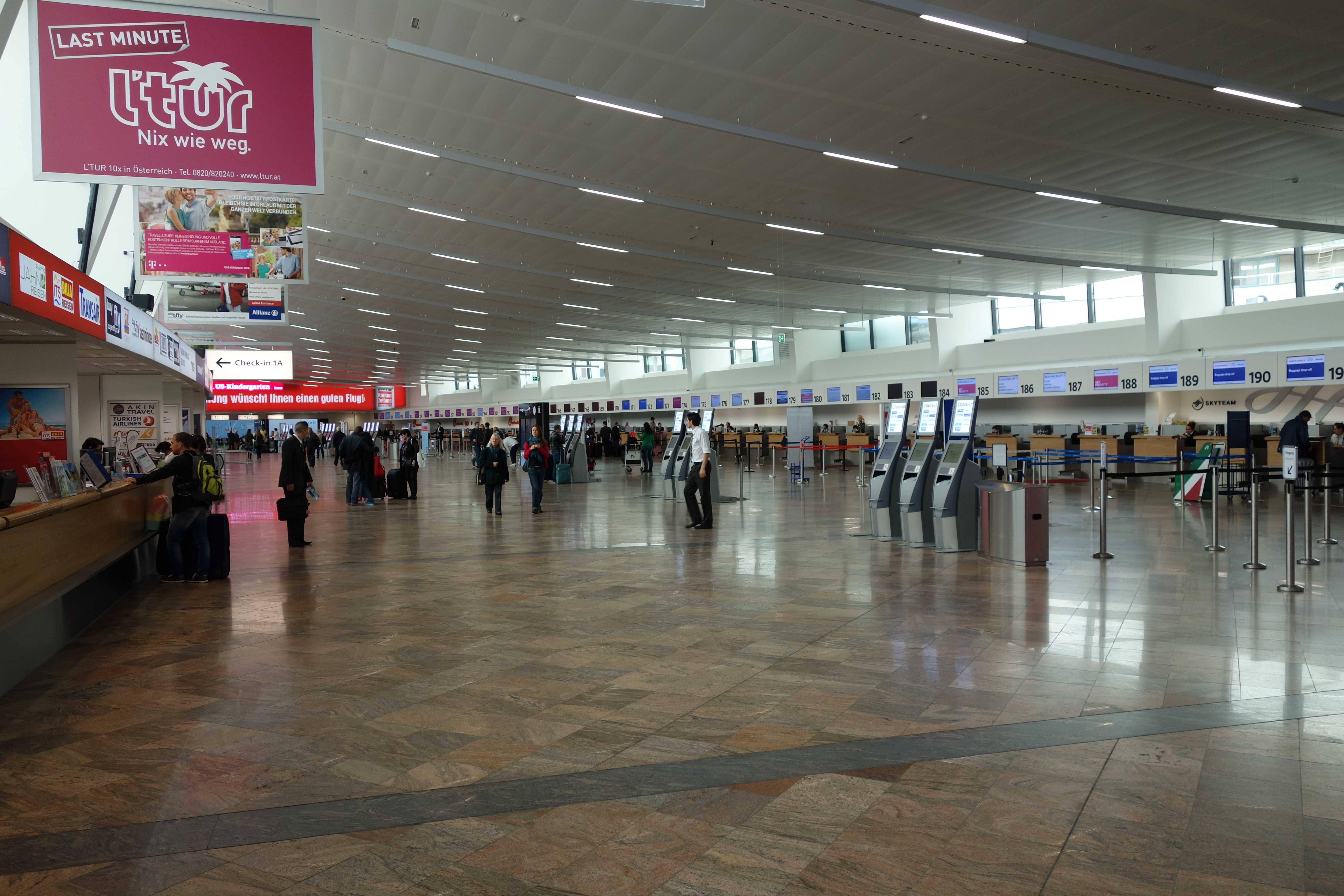
1-es terminál
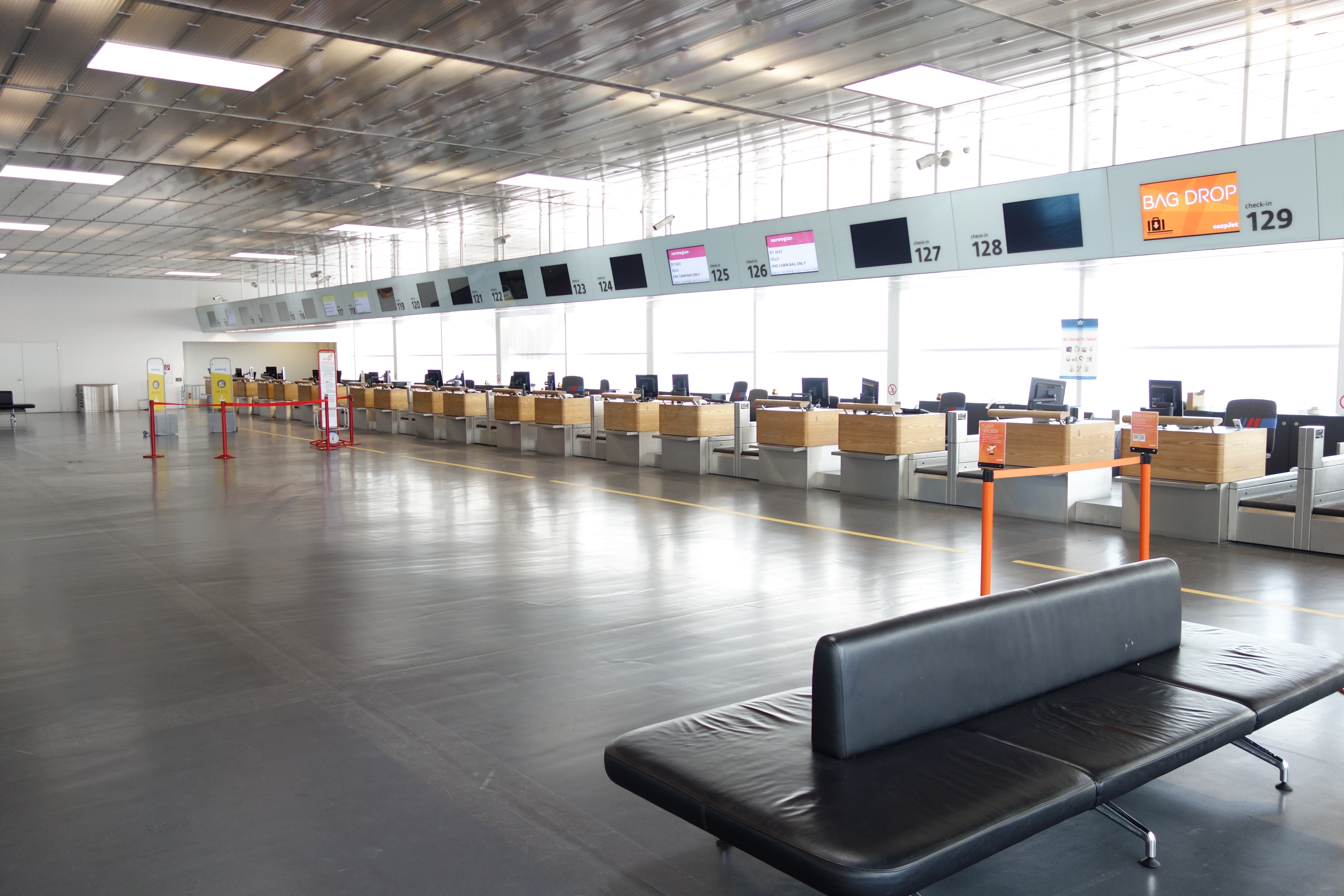
1A terminál
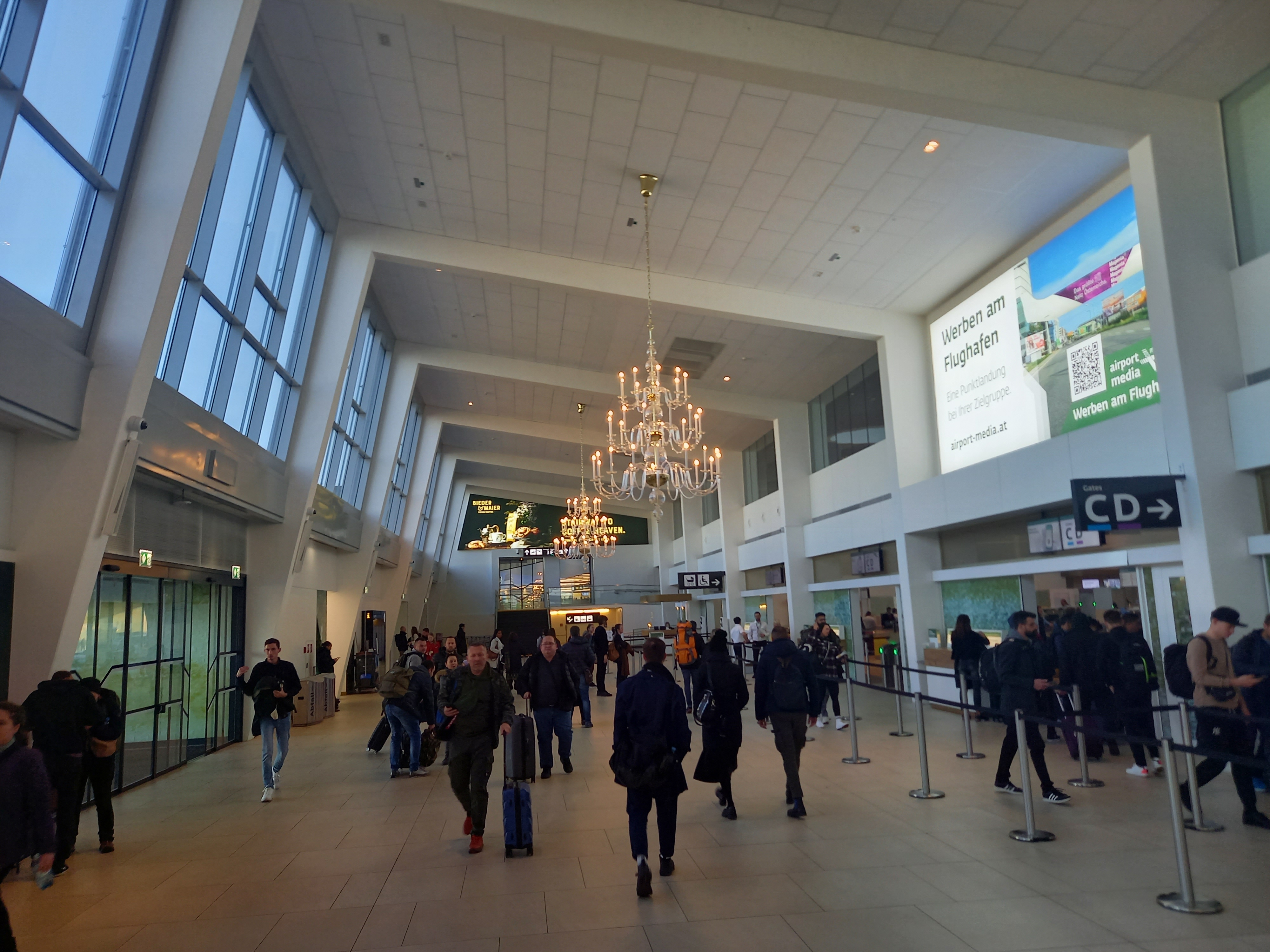
Régi 2-es terminál. Ma a központi utasbiztonsági ellenőrző pont a C- és D-kapukhoz.
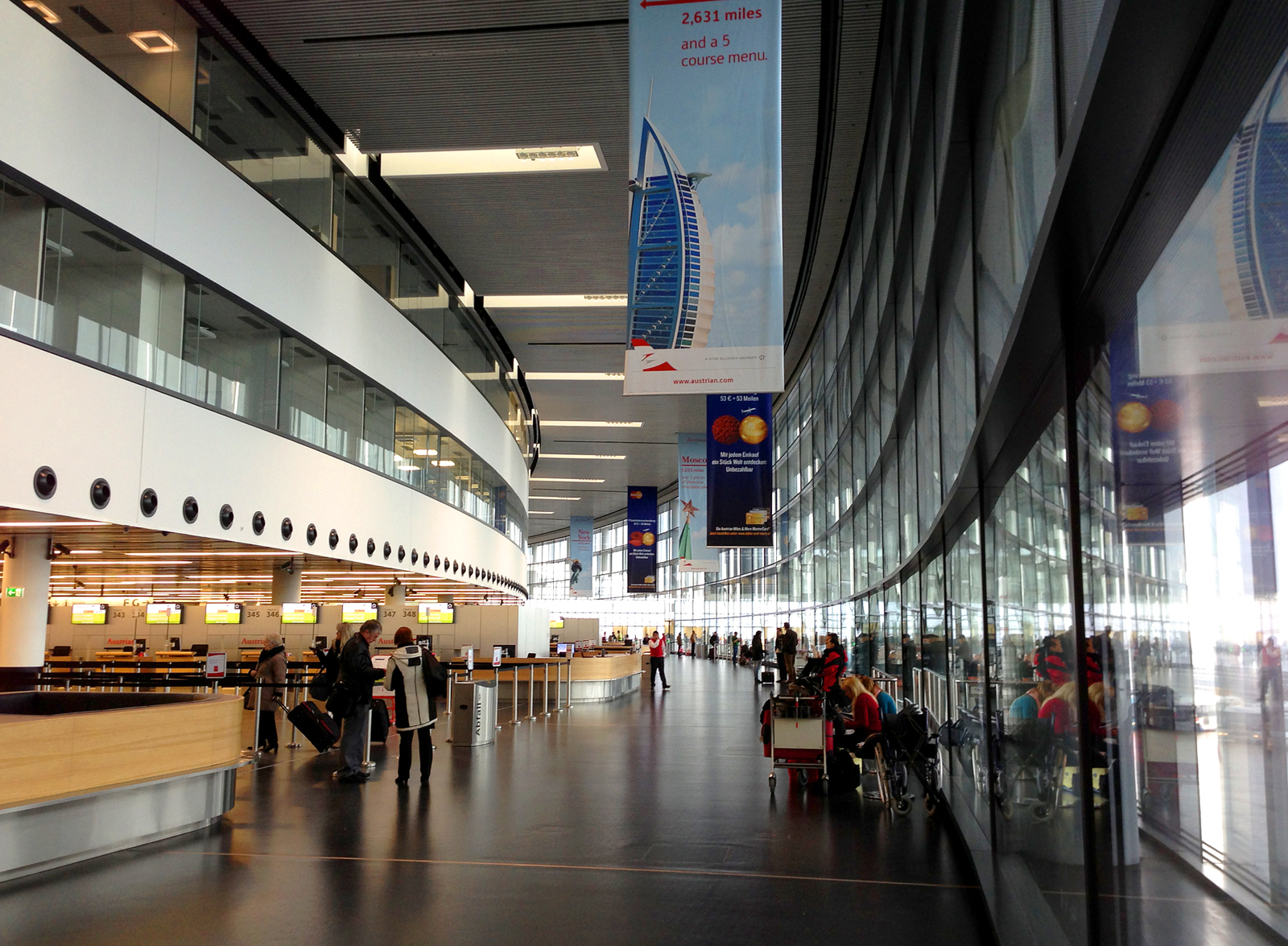
3-as terminál

## Utasforgalmi adatok

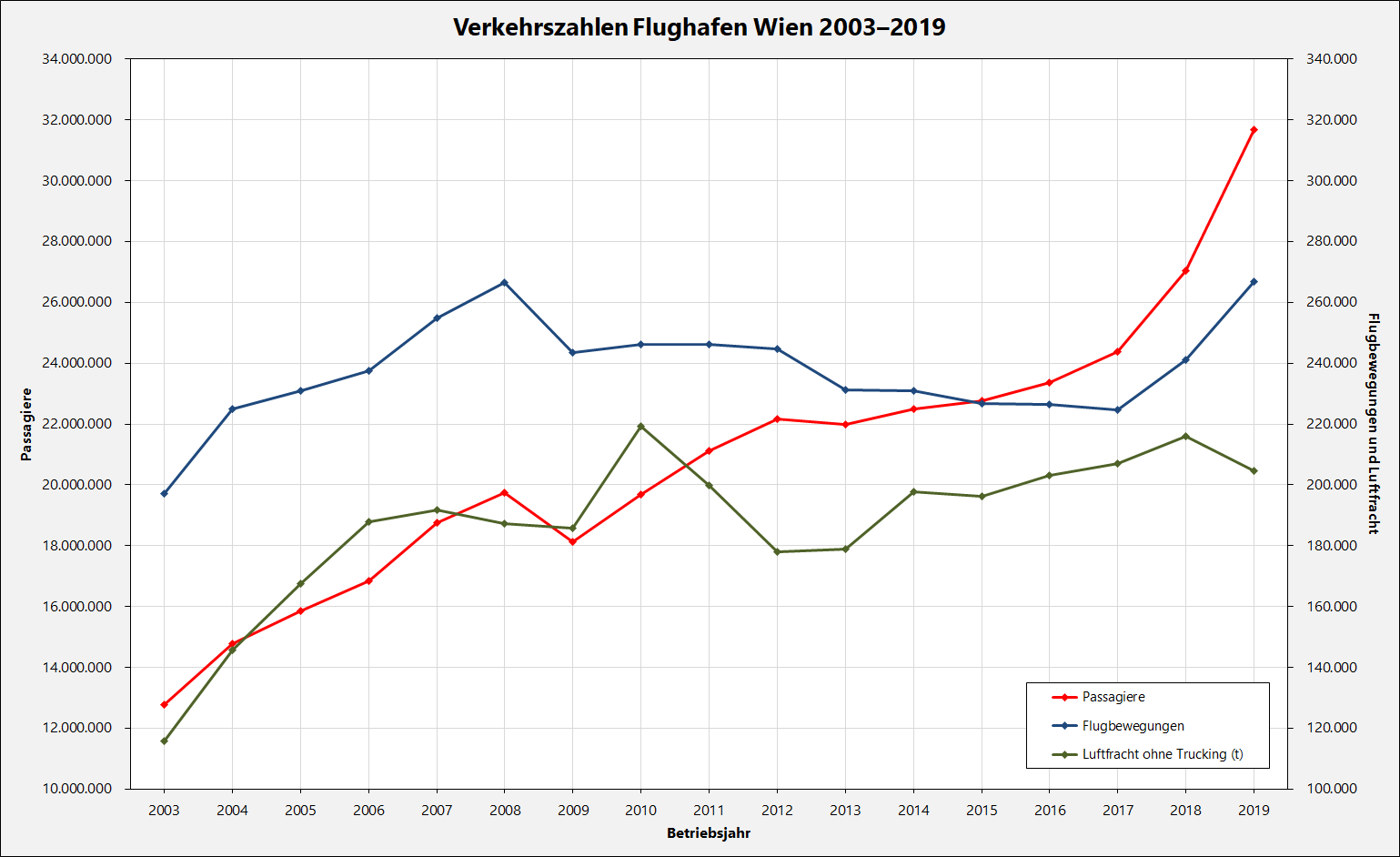
Utasforgalom alakulása 2003 óta

A közvetlen járattal elérhető európai, közel-keleti és tengerentúli városok utasforgalma:
Legforgalmasabb úticélok 2019-ben (%-os változás az előző évhez képest):
1. London 707.237 fő +3,6%
2. Frankfurt 562.166 fő -6,5%
3. Berlin 514.974 fő  -3,0%
4. Párizs 484.832  fő +9,4%
5. Amszterdam 475.165 fő +15,3%

Legforgalmasabb hosszútávú járat 2019-ben:
1. Bangkok 178.010 fő
2. Taipei 137.772 fő
3. Tokio 108.814 fő

Legtubb utast szállító légitársaság:
1. Austrian 13.673.856 fő
2. Lauda 2.656.768 fő
3. Eurowings 2.277.788 fő

## Forgalom

### Személy
| Légitársaság                   | Célállomások |
| ------------------------------ | --- |
| Aegean Airlines                | Athén |
| Aer Lingus                     | Dublin |
| Aeroflot                       | Moszkva–Seremetyjevo |
| Air Algerie                    | Algír |
| Air Arabia                     | Sardzsa |
| Air Arabia Maroc               | Marrákes |
| airBaltic                      | Riga, Tallinn |
| Air Cairo                      | Szezonális charter: Sarm es-Sejk |
| Air Canada                     | Toronto–Pearson |
| Air China                      | Peking |
| Air France                     | Párizs–Charles de Gaulle |
| Air India                      | Delhi |
| Air Malta                      | Catania, Málta |
| Air Moldova                    | Chișinău |
| Air Serbia                     | Belgrád, Kraljevo |
| All Nippon Airways             | Tokio–Haneda |
| AnadoluJet                     | Isztambul–Sabiha Gökçen |
| Austrian Airlines              | Amman–Queen Alia, Amszterdam, Athén, Bangkok–Szuvarnabhumi, Barcelona, Basel/Mulhouse, Peking, Belgrade, Berlin–Tegel, Birmingham, Bologna, Brüsszel, Bukarest, Budapest, Kairó, Chicago–O'Hare, Chișinău, Köln/Bonn, Koppenhága, Dnipro, Düsseldorf, Erbil, Frankfurt, Genf, Gran Canaria, Graz, Hamburg, Iași, Innsbruck, Kiev–Boryspil, Klagenfurt, Kassa, Krakkó, Lanzarote, Lárnaka, Lipcse/Halle, London–Heathrow, Lviv, Lyon, Manchester, Marrákes, Milánó–Malpensa, Minszk, Montréal–Trudeau, Moscow–Domodedovo, München, Nápoly, Newark, New York–JFK, Nürnberg, Nizza, Odessza, Oslo–Gardermoen, Párizs–Charles de Gaulle, Podgorica, Prága, Priština, Róma–Fiumicino, Salzburg, Szarajevo, Sanghaj-Putung, Sibiu, Szkopje, Sofia, Stockholm–Arlanda, Stuttgart, Teherán–Imam Khomeini, Tel-Aviv, Tenerife–South, Thessaloniki, Tirana, Tokio–Narita, Várna, Velence, Vilnius, Varsó–Chopin, Washington–Dulles, Jereván, Zágráb, Zürich Szezonális: Antalya, Bari, Bodrum, Brindisi, Cagliari, Fokváros, Catania, Haniá, Korfu, Dalaman, Dubrovnik, Firenze, Fuerteventura, Funchal, Göteborg, Heraklion, Ibiza, Kalamata, Kárpáthosz, Kavala , Kefaloniá, Kosz, Lamezia Terme, Los Angeles, Malé, Mauritius, Menorca, Mikonosz, Mitilene, Olbia, Palermo, Palma de Mallorca (resumes 4 July 2020), Patras, Preveza/Lefkada, Reykjavík–Keflávik, Rodosz, Rostock, Szentpétervár, Számosz, Szantorini, Szkíathosz, Split, Volos, Zára, Zákinthosz Szezonális charter: Hurghada, Kittilä, Marsa Alam, Tromsø |
| Belavia                        | Minszk |
| BH Air                         | Szezonális charter: Burgasz |
| Blue Islands                   | Szezonális charter: Jersey |
| British Airways                | London–Heathrow Szezonális: London–Gatwick |
| Brussels Airlines              | Brüsszel |
| Bulgaria Air                   | Sofia |
| Bulgarian Air Charter          | Szezonális charter: Burgasz, Várna |
| China Airlines                 | Tajpej–Taojüan |
| China Southern Airlines        | Kuangcsou, Ürümcsi |
| Corendon Airlines              | Szezonális: Antalya, Bodrum, İzmir |
| Corendon Airlines Europe       | Szezonális: Hurghada |
| Croatia Airlines               | Zágráb Szezonális: Split |
| Czech Airlines                 | Szezonális charter: Brač |
| easyJet                        | Amszterdam, Berlin–Schönefeld, Berlin–Tegel, Bristol, Edinburgh, London–Gatwick, Lyon, Manchester, Nápoly |
| easyJet Switzerland            | Basel/Mulhouse |
| EgyptAir                       | Kairó |
| El Al                          | Tel-Aviv |
| Emirates                       | Dubai–International |
| Enter Air                      | Szezonális charter: Tbiliszi, Jereván |
| Etihad Airways                 | Abu-Dzabi |
| Ethiopian Airlines             | Addisz Abeba |
| Eurowings                      | Catania, Köln/Bonn, Düsseldorf, Faro, Fuerteventura, Gran Canaria, Hamburg, Hannover, Lanzarote, Málaga, Marsa Alam, Priština, Stuttgart, Tenerife–South Szezonális: Bastia, Brindisi, Calvi, Haniá, Korfu, Heraklion, Ibiza, Kavala, Kosz, Lamezia Terme, Mitilene, Nizza, Olbia, Pisa, Porto, Rodosz, Számosz, Szantorini |
| EVA Air                        | Bangkok–Szuvarnabhumi, Tajpej–Taojüan |
| Finnair                        | Helsinki |
| FlyEgypt                       | Szezonális charter: Hurghada |
| Flynas                         | Szezonális: Rijád |
| Georgian Airways               | Tbiliszi |
| Hainan Airlines                | Sencsen |
| Iberia                         | Madrid |
| Iran Air                       | Teherán–Imam Khomeini |
| Jet2.com                       | Szezonális: Birmingham, Edinburgh, Leeds/Bradford, Manchester, Newcastle upon Tyne |
| KLM                            | Amszterdam |
| Korean Air                     | Szöul–Incshon |
| Kuwait Airways                 | Szezonális: Kuwait City |
| Lauda                          | Alicante, Athén, Banja Luka, Barcelona, Beauvais, Bejrút, Bergamo, Billund, Birmingham, Bologna, Bordeaux, Brindisi, Bristol, Bukarest, Catania, Charleroi, Koppenhága, Dortmund, Dublin, Edinburgh, Faro, Göteborg, Helsinki, Kherson, Kiev–Boryspil, Lamezia Terme, Lanzarote, Lappeenranta, Lárnaka, Lisszabon, Liverpool, London–Stansted, Madrid, Málaga, Málta, Milánó–Malpensa, Marseille, Münster/Osnabrück, Palermo, Palma de Mallorca, Porto, Riga, Róma–Fiumicino, Sandefjord, Santander, Sevilla, Sofia, Stockholm–Skavsta, Stuttgart, Tallinn, Tel-Aviv, Thessaloniki, Tenerife–South, Valencia, Vilnius, Zaragoza Szezonális: Alghero, Antalya, Bodrum, Burgasz, Cagliari, Haniá, Korfu, Dalaman, Dubrovnik, Fuerteventura, Gran Canaria, Heraklion, Ibiza, Kalamata, Kefaloniá, Kosz, Marrákes, Mikonosz, Perugia, Rodosz, Rimini, Szantorini, Szkíathosz, Várna, Zára, Zákinthosz |
| Level                          | Amszterdam, Barcelona, Párizs–Charles de Gaulle Szezonális: Bilbao, Calvi, Genova, Lárnaka, Málaga, Palma de Mallorca, Rostock Szezonális charter: Hurghada |
| LOT                            | Varsó–Chopin |
| Lufthansa                      | Frankfurt, München |
| Luxair                         | Luxembourg |
| Malta Air                      | Dortmund, Málta Szezonális: Rimini, Shannon, Zára |
| Montenegro Airlines            | Podgorica |
| Norwegian                      | Oslo–Gardermoen |
| Pegasus Airlines               | Ankara, Isztambul–Sabiha Gökçen Szezonális: Izmir, Kayseri |
| People's                       | St. Gallen/Altenrhein Szezonális: Preveza/Lefkada |
| Qatar Airways                  | Doha |
| Rossiya                        | Szentpétervár |
| Royal Air Maroc                | Casablanca |
| Royal Jordanian                | Amman–Queen Alia |
| Scoot                          | Szingapúr-Changi |
| Saudia                         | Jeddah Szezonális: Rijád |
| Smartwings                     | Szezonális charter: Boa Vista, Gran Canaria, Sal |
| SunExpress                     | Antalya, Izmir Szezonális: Ankara, Adana, Dalaman |
| Swiss International Air Lines  | Zürich |
| TAP Air Portugal               | Lisszabon |
| TAROM                          | Bukarest |
| Thai Airways International     | Bangkok–Szuvarnabhumi |
| Transavia                      | Rotterdam |
| Tunisair                       | Tunisz |
| Turkish Airlines               | Ankara, Isztambul Szezonális: Gaziantep, Izmir, Kayseri, Samsun |
| Ukraine International Airlines | Kijev–Boriszpili |
| Utair                          | Moszkva–Vnukovo, Ufa |
| Volotea                        | Nantes Szezonális: Bilbao |
| Vueling                        | Barcelona, Firenze |
| Wings of Lebanon               | Szezonális charter: Bejrút |
| Wizz Air                       | Athén, Alicante, Bari, Billund, Burgasz, Bréma, Catania, Charleroi, Chișinău, Kolozsvár, Köln/Bonn, Mihail Kogălniceanu nemzetközi repülőtér, Dortmund, Eindhoven, Faro, Kharkiv, Kiev–Zhuliany, Kutaisi, Lárnaka, Lisszaboni repülőtér, London–Luton, Madrid, Málaga, Milánó–Malpensa, Nápoly, Nizza, Niš, Ohrid repülőtér, Oslo–Gardermoen, Podgorica, Porto, Priština, Keflavík nemzetközi repülőtér, Róma–Fiumicino, Stockholm–Skavsta, Suceava, Tallinn, Tel-Aviv, Tenerife–South, Thessaloniki, Tirana, Valencia, Várna, Varsó–Chopin, Jereván, Zaporizhia Szezonális: Alghero, Castellón–Costa Azahar repülőtér, Korfu, Eilat Ramoni repülőtér, Gdańsk, Heraklion, Málta, Marrákes Menara repülőtér, Rodosz, Tuzla, Zákinthosz |

### Cargo
| Légitársaság          | Célállomások                                                                            |
| --------------------- | --------------------------------------------------------------------------------------- |
| Asiana Cargo          | Szöul–Incshon                                                                           |
| Cargolux              | Luxembourg                                                                              |
| Korean Air Cargo      | Delhi, Frankfurt, Milánó–Malpensa, Moszkva-Seremetyjevó, Oslo–Gardermoen, Szöul–Incshon |
| Silk Way Airlines     | Baku                                                                                    |
| Turkish Cargo         | Isztambul-Atatürk, Minszk                                                               |
| United Parcel Service | Budapest, Köln/Bonn                                                                     |

## Forgalom
Az utasforgalom az elmúlt években az alábbi módon változott:
| Utasok száma | 53 786 | 1 002 470 | 3 105 020 | 12 784 505 | 16 855 725 | 18 114 103 | 22 165 794 | 23 350 452 | 31 662 189 | 23 682 133 |
|              | 1954   | 1965      | 1980      | 2003       | 2006       | 2009       | 2012       | 2016       | 2019       | 2022       |

## A reptérhez fűződő különleges események
- 1945. november 17-én a rossz látási viszonyok miatt a Royal Canadian Air Force Douglas C-47A Dakota III gépének szárnya érintette a földet, és a gép lecsapódott. Mindenki túlélte a balesetet.[70]
- 1955. október 10-én a JAT jugoszláv légitársaság Convair CV–340 gépe a pilóta hibájából (CFIT baleset) a döblingi Leopoldsbergre zuhant. A 29 utas közül heten életüket vesztették.[71]
- 1958. december 24-én 21 óra előtt az Air France Lockheed L-749A 28 utast szállító gépe leszálláshoz készülőben, 2220 m-re a leszállópályától lezuhant és kigyulladt. A karácsonyi csodának nevezett balesetben csak a kapitány és a repülőgép technikusa sérültek meg.[72][73]
- 1969. november 20-án a LOT Wrocław és Varsó között közlekedő 18 utast szállító gépét két lengyel állampolgár eltérítette és Schwechatra irányította. Politikai menedékjogot kértek.[74]
- 1985. december 27-én terrortámadás érte a repteret.[75]

## Fordítás
- Ez a szócikk részben vagy egészben  a   Flughafen Wien-Schwechat  című német Wikipédia-szócikk ezen változatának fordításán alapul.  Az eredeti cikk szerkesztőit annak laptörténete sorolja fel. Ez a jelzés csupán a megfogalmazás eredetét és a szerzői jogokat jelzi, nem szolgál a cikkben szereplő információk forrásmegjelöléseként.